# NGC 271
NGC 271 (ook wel PGC 2949, UGC 519, MCG 0-3-12, ZWG 384.13 of IRAS00481-0210) is een balkspiraalstelsel in het sterrenbeeld Walvis. NGC 271 staat op ongeveer 167 miljoen lichtjaar van de Aarde.
NGC 271 werd op 1 oktober 1785 ontdekt door de Duits-Britse astronoom William Herschel.